# Écuelles (Saône-et-Loire)
Écuelles ist eine französische Gemeinde mit 255 Einwohnern (Stand 1. Januar 2022) im Département Saône-et-Loire in der Region Bourgogne-Franche-Comté (vor 2016 Burgund). Sie gehört zum Arrondissement Chalon-sur-Saône und zum Kanton Gergy (bis 2015 Verdun-sur-le-Doubs).

## Geographie
Écuelles liegt etwa 28 Kilometer nordöstlich von Chalon-sur-Saône an einem Schleusenkanal der Saône, die die Gemeinde im Süden begrenzt. Umgeben wird Écuelles von den Nachbargemeinden Palleau im Norden und Westen, Chivres im Norden und Osten, Charnay-lès-Chalon im Süden und Südosten sowie Bragny-sur-Saône im Südwesten.

## Bevölkerungsentwicklung
| Jahr                      | 1962 | 1968 | 1975 | 1982 | 1990 | 1999 | 2006 | 2013 |
| Einwohner                 | 257  | 239  | 215  | 167  | 166  | 169  | 209  | 244  |
| Quelle: Cassini und INSEE |      |      |      |      |      |      |      |      |

## Sehenswürdigkeiten
- Kirche Saint-Cyr-et-Sainte-Julitte, 1838 erbaut
- Reste der Zisterzienserinnenabtei Molaise

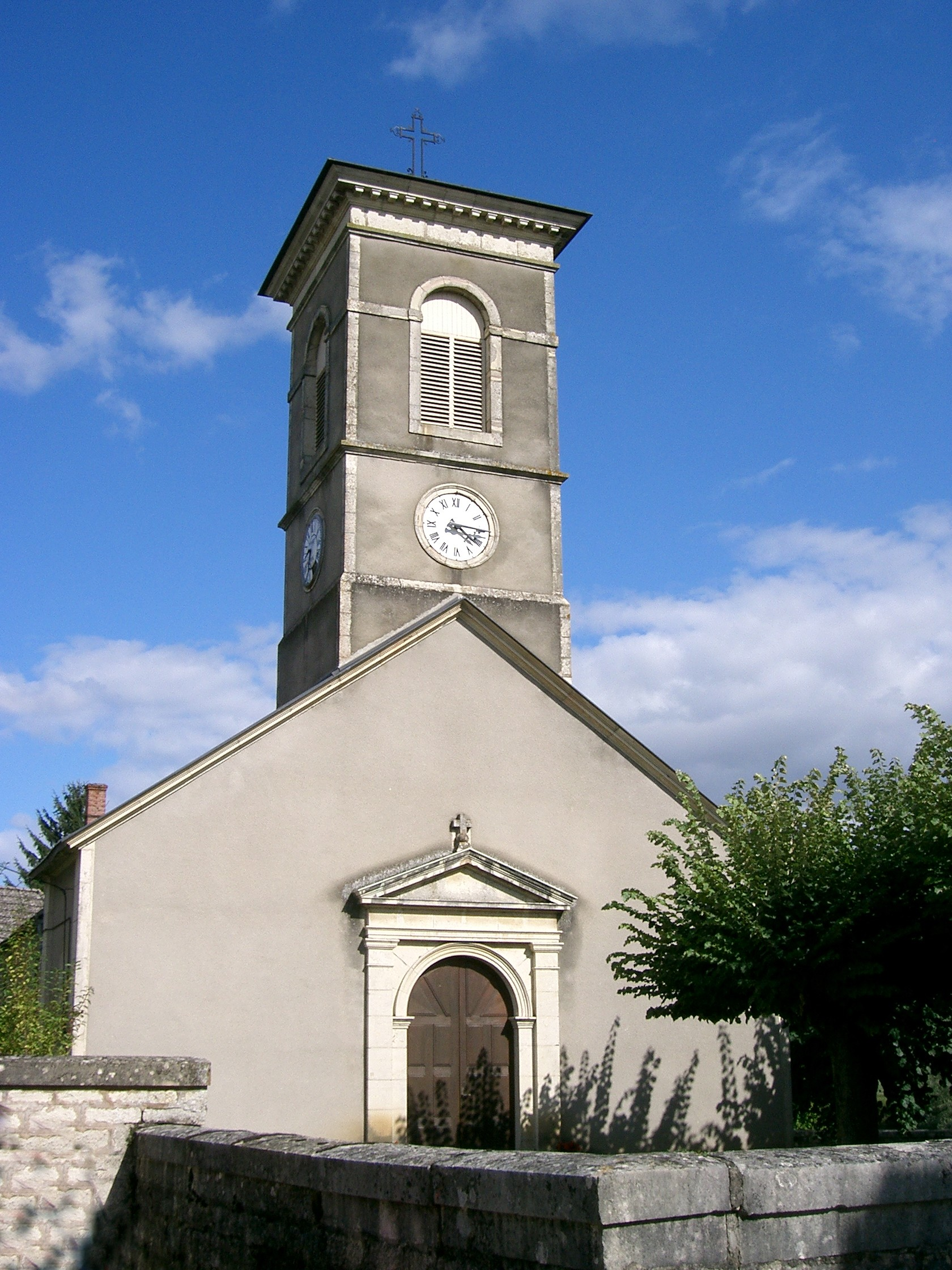
Kirche Saint-Cyr-et-Sainte-Julitte